# Akodon molinae
Espèce
Synonymes
- Akodon (Akodon) molinae Contreras, 1968[1]

Répartition géographique
Statut de conservation UICN

 LC  : Préoccupation mineure
Akodon molinae est une espèce de rongeurs de la famille des Cricetidae endémique d'Argentine.

## Répartition et habitat
Cette espèce est endémique du Sud de l'Argentine. Elle vit dans les broussailles dominées par Larrea divaricata et Larrea cuneifolia.